# Duolandrevus improvisus
Duolandrevus improvisus är en insektsart som beskrevs av Andrej Vasiljevitj Gorochov och Warchalowska-sliwa 2004. Duolandrevus improvisus ingår i släktet Duolandrevus och familjen syrsor. Inga underarter finns listade i Catalogue of Life.